# (52500) Kanata
(52500) Kanata est un astéroïde de la ceinture principale.

## Description
(52500) Kanata est un astéroïde de la ceinture principale. Il fut découvert le 22 février 1996 à Ōizumi par Takao Kobayashi. Il présente une orbite caractérisée par un demi-grand axe de 2,36 UA, une excentricité de 0,11 et une inclinaison de 9,9° par rapport à l'écliptique.

## Compléments